# فلتشورن
فلتشورن (به لاتین: Fletschhorn) یک کوه در سوئیس است که در کانتون وله واقع شده‌است. فلتشورن ۳٬۹۸۶ متر بالاتر از سطح دریا واقع شده‌است.